# Jelena Wladimirowna Duschetschkina
Jelena Wladimirowna Duschetschkina (russisch Елена Владимировна Душечкина; * 1. Mai 1941 in Rostow am Don; † 21. September 2020 in St. Petersburg) war eine sowjetische bzw. russische Kulturologin und Hochschullehrerin.

## Leben
Duschetschkinas Vater Wladimir Iwanowitsch Duschetschkin (1907–1977) war Pflanzenphysiologe des Allunionsinstituts für Pflanzenzüchtung und wurde zu Beginn des Deutschen Angriffskriegs gegen die Sowjetunion zur Roten Armee eingezogen. Die Mutter Wera Dmitrijewna Fomenko (1908–1995) war Maschinenschreiberin und erlebte mit ihren beiden Töchtern und der Großmutter in Rostow am Don die Besetzung durch die Wehrmacht, um danach in die Oblast Swerdlowsk evakuiert zu werden. Sie kamen 1944 in die Polarversuchsstation Chibiny (Oblast Murmansk) des Allunionsinstituts für Pflanzenzüchtung, sodass Duschetschkina auf der Halbinsel Kola aufwuchs und dann in der Region der Versuchsstation Maikop. Schließlich wurde der Vater 1952 wissenschaftlicher Mitarbeiter des Instituts für experimentelle Biologie der Akademie der Wissenschaften der Estnischen Sozialistischen Sowjetrepublik in Tallinn.
Nach dem Mittelschulabschluss arbeitete Duschetschkina ab 1958 in der Tallinner Halbleiterwiderstände-Fabrik mit Ausbildung zur Thermistoroperateurin. Vom Komsomol wurde sie 1959 für den Bau des Baltischen Elektrizitätswerks abgeordnet. Daneben war sie Fernstudentin zunächst am Tallinner Polytechnischen Institut in der Abteilung für Automatik und Telemechanik und ab 1960 an der Universität Leningrad (LGU) in der Philologischen Fakultät. Sie wechselte 1962 in die Philologisch-Historische Fakultät der Universität Tartu (TGU).
Nach dem Studienabschluss 1966 wurde Duschetschkina an der TGU in die Aspirantur bei Dmitri Lichatschow an dem von Juri Lotman geleiteten Lehrstuhl für Russische Literatur aufgenommen. Ihre Dissertation über die künstlerische Funktion fremder Sprache in der Kiewer Chronik verteidigte sie 1972 mit Erfolg für die Promotion zur Kandidatin der philologischen Wissenschaften 1973.
Bereits während der Aspirantur lehrte Duschetschkina am Lehrstuhl für Russische Literatur der TGU. Sie heiratete ihren Kommilitonen Alexander Beloussow (1946–2023) und zog mit ihm 1977 nach Tallinn, wo sie am Lehrstuhl für Russische Literatur des Tallinner Pädagogik-Instituts arbeiteten.
Im Oktober 1990 zog Duschetschkina mit ihrem Mann nach Leningrad und arbeitete zunächst als Dozentin am Lehrstuhl für Literatur des N.-Krupskaja-Instituts für Kultur, um 1992 als Dozentin am Lehrstuhl für Geschichte der Russischen Literatur der Universität St. Petersburg (SPbGU) angenommen zu werden. Dort verteidigte sie 1993 ihre Doktor-Dissertation über die Entstehung der russischen Weihnachtsgeschichte als Literaturgattung mit Erfolg für die Promotion zur Doktorin der philologischen Wissenschaften.  Die Ernennung zur Professorin erfolgte 1999.
Als Gastprofessorin lehrte Duschetschkina russische Literatur an der University at Albany, The State University of New York (1990, 1992, 1994), der University of Kansas (1996), der Universität Dünaburg (1999, 2001), der Universität Joensuu u. a.
Die Kulturgeschichte des Weihnachts- und Neujahrsfests mit den Traditionen, Mythen und Väterchen Frost blieb Duschetschkinas Forschungsschwerpunkt. Sie war Mitherausgeberin der von Henryk Baran gegründeten Zeitschrift Elementa: Journal of Slavic Studies and Comparative Cultural Semiotics.